# Guy Vandenbranden
 (mars 2020).
Si vous disposez d'ouvrages ou d'articles de référence ou si vous connaissez des sites web de qualité traitant du thème abordé ici, merci de compléter l'article en donnant les références utiles à sa vérifiabilité et en les liant à la section « Notes et références ».
Guy Vandenbranden, né à Ixelles le 14 juillet 1926 et mort à Anvers le 3 juin 2014, est un artiste belge, peintre, collagiste, sculpteur, dessinateur et graphiste.

## Biographie
À partir de 1951, Guy Vandenbranden abandonne définitivement la figuration et commence à s'illustrer dans l'abstraction lyrique. En 1952, il se rapproche du milieu artistique bruxellois et se lie d'amitié avec Pol Bury, Jo Delahaut, Kurt Lewy, Jean Rets et Jean Milo. C'est grâce à ces contacts que Vandenbranden devient membre du groupe Art Abstrait en 1956. 
Vers 1954, le peintre se tourne vers l'abstraction géométrique et conservera cette forme d'expression jusqu'à sa mort en 2014. En 1958, il ne travaille quasiment plus qu'en noir et blanc, et son œuvre devient quasiment monochrome, certainement sous l'influence du mouvement américain Hard edge de l'époque. 
À partir de 1961 il commence à travailler en relief et crée ses premières sculptures abstraites. À la fin des années soixante, il utilise de la laque cellulosique directement sur des panneaux afin de créer des illusions d'optique (dans la veine du Op Art). Il réalise des œuvres monumentales à partir de la seconde moitié des années septante. En 1982, il conçoit le vitrail de la station de métro bruxelloise Beekkant. 

## La Nouvelle École flamande
En 1959, Vandenbranden et Jef Verheyen envisagent d'ouvrir une galerie avant-gardiste anversoise pour réunir des artistes partageant les mêmes idées. Piero Manzoni, Jean Tinguely et Lucio Fontana avaient accepté de collaborer avec eux, mais finalement le projet tombe à l'eau et c'est le groupe G58 à Hessenhuis à Anvers qui reprend le rôle de plateforme pour une nouvelle avant-garde. Vandenbranden et Jef Verheyen collaborent alors avec Englebert Van Anderlecht et cela mènera à la constitution du mouvement La Nouvelle École Flamande (Nieuwe Vlaamse School) en 1960. Ce groupe d'artistes auquel Paul Van Hoeydonck, Jan Dries et Vic Gentils prennent aussi part avait pour but de promouvoir leurs œuvres à un niveau international, en mettant notamment en place des expositions en Allemagne, en Suisse ou en Italie.

## Décès et postérité
Guy Vandenbranden meurt à Anvers le 3 juin 2014 et lègue ses archives à la galerie d'art anversoise Callewaert Vanlangendonck Gallery. Cette galerie fonde alors le Estate Guy Vandenbranden dans le but de promouvoir l'œuvre de l'artiste aussi bien à l'étranger qu'en Belgique. 

## Expositions personnelles
- 1950 : Galerie St. Laurent, Bruxelles
- 1952 : Galerie St. Laurent, Bruxelles
- 1952 : Galerie Iris, Anvers
- 1956 : Galerie Het Atelier, Anvers
- 1958 : Albert Landry Gallery, New York (USA)
- 1959 : Galerie St.Laurent, Bruxelles
- 1959 : Galleria Pater, Milan (Italie)
- 1960 : Galerie Aujourd'hui, Bruxelles
- 1961 : Galerie Orez, La Haye (Pays-Bas)
- 1963 : Musée des Beaux-Arts, Verviers
- 1964 : Galerie Müller, Stuttgart (Allemagne)
- 1966 : Galerie Le Zodiaque, Bruxelles
- 1966 : Galerie Bernard, Solothurn (Suisse), avec Roger Raveel
- 1979 : Galerie Schneller, Düsseldorf (Allemagne)
- 1981 : Morley Gallery, Londres
- 1995 : Galerie Richard DELH - Paris
- 2006 : K.A.D Gallery - Konkret Art Delh - Bruxelles